# Irina Aleksandrovna Romanova

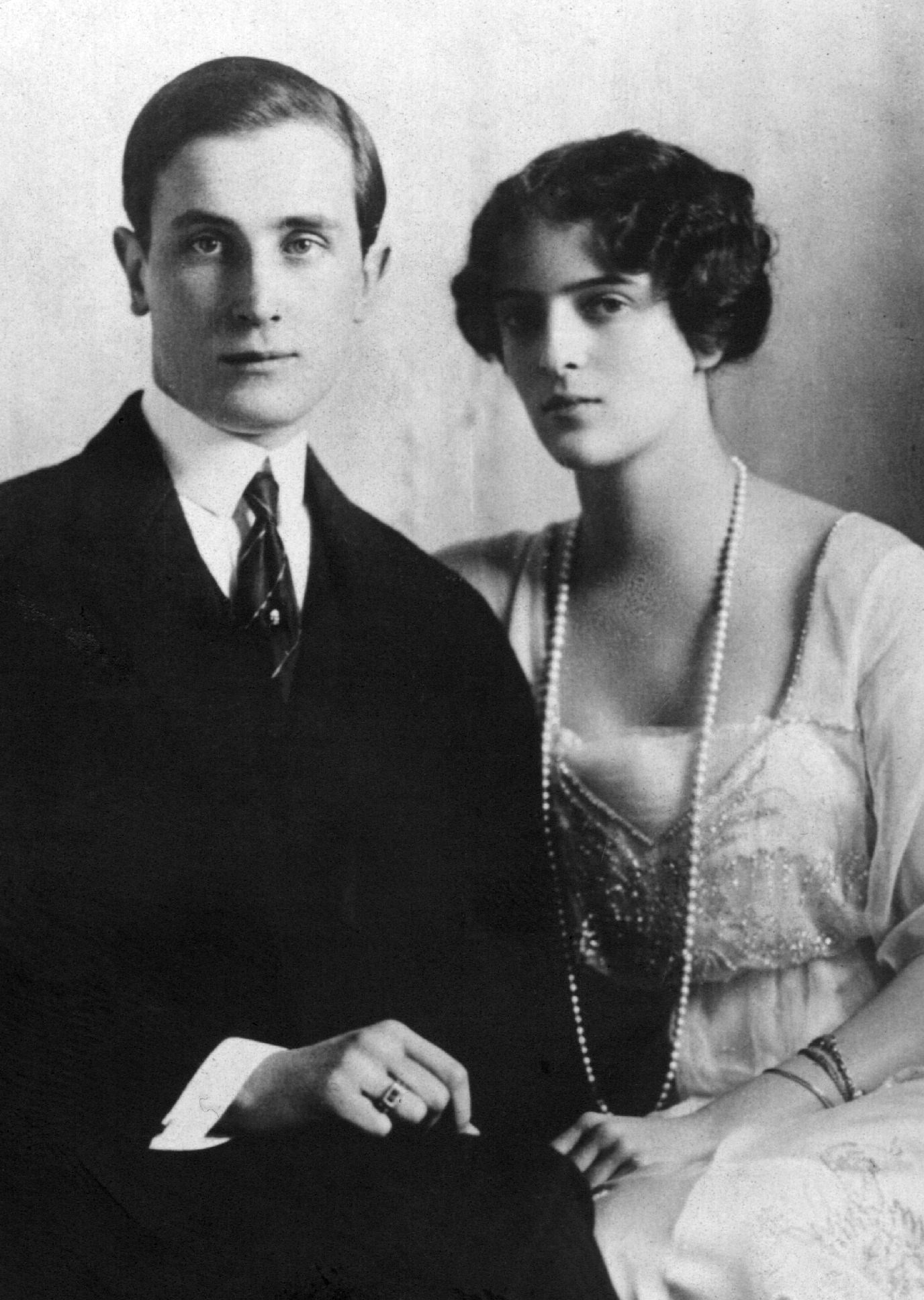
Felix Joesoepov en Irina Aleksandrovna Romanova

Irina Aleksandrovna Romanova (Russisch: Ирина Александровна Романова) (Peterhof, Rusland, 3 juli 1895 — Parijs, 26 februari 1970), prinses van Rusland, prinses Joesoepova, was de enige dochter van grootvorst Alexander Michajlovitsj en grootvorstin Xenia Aleksandrovna. Haar vader was een kleinzoon van tsaar Nicolaas I en haar moeder een dochter van tsaar Alexander III. Ze was dus een nicht van tsaar Nicolaas II.

## Huwelijk
Irina werd verliefd op prins Felix Joesoepov. Dit was volledig wederzijds, wat de geruchten over Felix’ homoseksualiteit even deed verstommen. Deze geruchten baarden Irina’s vader veel zorgen en hij was dan ook niet bereid zijn toestemming te geven voor een huwelijk. Felix’ moeder, prinses Zinaïda Joesoepova, was goed bevriend met tsarina Alexandra Fjodorovna en wist op die manier toestemming voor het huwelijk te regelen. Uiteindelijk gaven de tsaar en Irina’s vader hun zegen. Ze trouwden op 9 februari 1915 te Sint-Petersburg en gingen in het paleis aan de Mojka wonen, dat in bezit van Felix’ familie was. In 1915 werd een dochter geboren: Irina (Sint-Petersburg, 21 maart 1915 – Cormeilles, Frankrijk, 30 augustus 1983).

## Moord op Raspoetin
De invloed van de gebedsgenezer Grigori Raspoetin aan het hof van tsaar Nicolaas II en tsarina Alexandra Fjodorovna was een steeds groter wordende ergernis voor de edelen aan het hof. Raspoetin had overal commentaar op, dat een gretig gehoor vond bij tsarina Alexandra Fjdorovna. Raspoetins invloed had een verlammend effect op de binnenlandse en buitenlandse politiek, omdat de keizerlijke familie steeds minder serieus werd genomen. Dit was de reden dat Felix Joeosoepov, zo bekende hij later, de moord op Raspoetin beraamde. Verschillende bronnen spreken echter van andere motieven. Zo zou Raspoetin een oogje hebben gehad op Irina en zou hij hebben geweten van de homoseksuele relatie tussen Felix en diens neef, en goede vriend, grootvorst Dimitri Paulovitsj Romanov. Wat zijn motieven ook waren, in de nacht van 28 op 29 december vermoordde Felix met Dimitri’s hulp de gebedsgenezer.

## In ballingschap
Felix en Dimitri werden beiden door de tsaar verbannen. Na de Russische Revolutie werd Felix in Rusland onthaald als een held. Dit duurde echter niet lang. Felix en Irina vluchtten met hun families naar de Krim. Felix wist nog terug te keren naar Sint-Petersburg, waar hij enkele kostbaarheden mee wist te nemen. Ze ontvluchtten Rusland aan boord van het Britse slagschip HMS Marlborough.
Een aantal jaar later klaagde de Joesoepovs de filmmaatschappij MGM aan voor laster. In de film uit 1932 Rasputin and the Empress werd gesuggereerd dat Raspoetin en Irina een verhouding hadden. MGM werd veroordeeld tot het betalen van 25.000 pond, een enorm bedrag in die tijd. Dat geld werd aangevuld met de opbrengsten van de verkoop van twee Rembrandts, die Felix uit Sint-Petersburg had meegenomen. Met dit geld wisten Felix en Irina toch een deel van hun vroegere rijkdom terug te halen en konden ze hun vroegere leven zo goed als het ging doorzetten. Felix stierf op 27 september 1967 op 80-jarige leeftijd te Parijs, Frankrijk. Irina stierf daar drie jaar later op 74-jarige leeftijd.